# В поисках Немо (франшиза)
«В поисках Немо» (англ. Finding Nemo, МФА: [ˈfaɪndɪŋ ˈniməʊ]) — серия CGI анимационных фильмов и медиафраншиза Disney, которая началась с одноимённого фильма 2003 года, созданного студией Pixar и выпущенного Walt Disney Pictures. За оригинальным фильмом последовал сиквел «В поисках Дори», выпущенный в 2016 году. Режиссёром обоих фильмов выступил Эндрю Стэнтон. На сегодняшний день, после выхода двух фильмов, сборы серии составили 1,9 миллиарда долларов по всему миру.

## Серия фильмов

### В поисках Немо(2003)
Среди прекрасных тропических морских стихий, в районе Большого барьерного рифа в уединении живёт рыба-клоун по имени Марлин. Он растит своего единственного сыночка Немо. Океан и существующие в нём опасности очень страшат Марлина, и он как может ограждает сына от них, но молодой Немо, страдающий излишним любопытством, очень хочет разузнать побольше о таинственном рифе, рядом с которым они живут.
Когда Немо по иронии судьбы оказывается вдалеке от дома, да и ещё сталкивается с угрозой стать обедом рыбы-танка, Марлин отправляется на поиски сына. Но Марлин, конечно же, понимает, что героический спасатель из него не получится и просит о помощи в поисках, Дори — королевскую синюю рыбу, которая хоть и страдает от того, что почти ничего не помнит, но добрее её не отыскать во всем безбрежном океане!

### В поисках Дори(2016)
Дори (англ. Dory) — голубой хирург, синяя доброжелательная рыбка, страдающая провалами в памяти. Дори стремится избавиться от своего недуга и найти свою семью. Действие фильма происходит у берегов Калифорнии через год после окончания событий первого мультфильма.

### Будущие мультфильмы
Режиссёр Эндрю Стэнтон в июне 2016 года прокомментировал возможность создания третьего мультфильма франшизы, заявив: 
«Мне действительно кажется, что это был недостающий фрагмент, эмоционально, для первого мультфильма. Теперь я переставал говорить никогда ничего потому что появилось много новых персонажей, и мы расширили вселенную для этого мультфильма. И снова я очень привык видеть, что мир продолжает открываться из мультфильмов «История игрушек» ... поэтому я научился просто говорить, насколько мне известно, я думаю, что все, что рождается в первом мультфильме, завернуто. Но мы увидим. С любыми другими сиквелами мы стремимся попытаться сделать так, чтобы это было неизбежно, как и предполагалось, все эти расширенные истории и путешествия с этими персонажами были частью всего канона. И это очень сложно, но для меня это так приятно, когда я это переживаю, будь то отличный второй сезон телешоу или другую книгу в серии. Это небольшой клуб, когда он прошел успешно. как много людей могут озвучить, что им не нравится, или желать, чтобы не было расширений, иногда очень приятно возвращаться и проводить больше времени с этими персонажами, если они развиваются, если они растут, если они расширятся. Так что, я очень доволен. Я чувствую, что это было так же сложно, если не сложнее, на «В поисках Дори», чтобы заставить его чувствовать себя неизбежным и предопределенным, и что он всегда был более крупным».
В мае 2024 года коммерческий директор Pixar Пит Доктер сообщил, что студия рассматривает возможность создания третьей части франшизы. Он заявил: «Где ещё мы не были в океане? Океан — большое место. Я думаю, что там много возможностей. Мы вроде как ловим рыбу».
В июле 2024 года, в середине своего последнего тура под названием «Ellen's Last Stand... Up», Дедженерес ответила на сессии вопросов и ответов, что ее специальный выпуск на Netflix позже в том же году станет ее последним действием в шоу-бизнесе. Когда ее спросили, повторит ли она роль Дори снова, Дедженерес ответила: «Нет, я ухожу пока-пока, помни».

## Короткометражные фильмы

### Изучение рифов(2003)
Жан-Мишель Кусто и его друзья — рыбка Немо, Марлин и Дори, показывает жизнь обитателей коралловых рифов — Большой Барьерный риф, то, что они едят и как человеческая жизнь и загрязнение океанов влияет на них. Короткая часть включена во второй DVD-диска В поисках Немо.

### Интервью о Морской Жизни(2016)
Основное внимание уделяется некоторым вспомогательным персонажам в «В поисках Дори», поскольку они дают краткие интервью и мысли о самой Дори. Короткая часть включена в DVD и Blu-Ray выпуск «В поисках Немо». Это похоже на В мире животных в Aardman.

## Парки
- Crush's Coaster от Walt Disney Studios Park от Disneyland Paris.
- Finding Nemo Submarine Voyage от Disneyland от Disneyland Resort.
- Finding Nemo – The Musical от Disney's Animal Kingdom от Walt Disney World.
- The Seas with Nemo & Friends от Epcot от Walt Disney World.
- Turtle Talk with Crush от Epcot от Walt Disney World, Disney California Adventure от Disneyland Resort и Tokyo DisneySea at Tokyo Disney Resort.
- Nemo & Friends SeaRider от Tokyo DisneySea от Tokyo Disney Resort.

## Другое

### Видеоигры
- Finding Nemo (2003) — по мотивам мультфильма «В поисках Немо»
- Disney Friends (2007) — по мотивам мультфильма «В поисках Немо»
- Kinect: Disneyland Adventures (2007) — по мотивам мультфильма «В поисках Немо»
- Nemo’s Reef (2012) — по мотивам мультфильма «В поисках Немо»
- Disney Infinity (серия) и Disney Infinity 3.0 (2013—2016) — по мотивам мультфильма «В поисках Дори»
- Rush: A Disney-Pixar Adventure — по мотивам мультфильма «В поисках Дори»

### Мюзикл
- В поисках Немо (мюзикл) (англ. Finding Nemo The Musical)

### Журнал
В августе 2016 года компания Издательство Эгмонт выпустила журнал под названием В поисках Дори.

### Саундтреки
- В поисках Немо (саундтрек) (2003) — по мотивам мультфильма «В поисках Немо»
- В поисках Дори (саундтрек) (2016) — по мотивам мультфильма «В поисках Дори»